# Neoarius coatesi
Neoarius coatesi es una especie de pez de la familia Ariidae en el orden de los Siluriformes.

## Morfología
• Los machos pueden llegar alcanzar los 75 cm de longitud total y los 5 kg de peso.

## Distribución geográfica
Es un endemismo de los ríos  Ramu y  Sepik en Papúa Nueva Guinea.